# Ben Hardaway
Ben Hardaway est un scénariste, acteur et réalisateur américain né en 1897 et mort en 1957.

## Filmographie

### comme scénariste
- 1933 : Jack and the Beanstalk
- 1934 : Aladin ou la Lampe merveilleuse (Aladdin and the Wonderful Lamp)
- 1934 : Don Quixote
- 1935 : Old Mother Hubbard
- 1935 : Summertime
- 1935 : The Three Bears
- 1936 : Ali Baba
- 1936 : Dick Whittington's Cat
- 1936 : Little Boy Blue
- 1938 : The Penguin Parade
- 1940 : 3 ours et un chaperon rouge (The Bear's Tale)
- 1940 : Little Blabbermouse
- 1940 : Recruiting Daze
- 1940 : Knock Knock
- 1941 : Mouse Trappers
- 1941 : Fair Today
- 1941 : Scrub Me Mama with a Boogie Beat
- 1941 : Hysterical High Spots in American History
- 1941 : Dizzy Kitty
- 1941 : Salt Water Daffy
- 1941 : Woody Woodpecker
- 1941 : Andy Panda's Pop
- 1941 : Tout doux, toutou (Man's Best Friend)
- 1941 : $21 a Day Once a Month
- 1942 : What's Cookin'?
- 1942 : Mother Goose on the Loose
- 1942 : Under the Spreading Blacksmith Shop
- 1942 : The Hollywood Matador
- 1942 : The Hams That Couldn't Be Cured
- 1942 : Goodbye Mr. Moth
- 1942 : Nutty Pine Cabin
- 1942 : Ace in the Hole
- 1942 : Pigeon Patrol
- 1942 : Yankee Doodle Swing Shift
- 1942 : The Loan Stranger
- 1942 : Boogie Woogie Sioux
- 1942 : Air Raid Warden
- 1943 : Cow Cow Boogie
- 1943 : The Screwball
- 1943 : Canine Commandos
- 1943 : Ration Bored
- 1943 : Pass the Biscuits, Mirandy
- 1943 : Boogie Woogie Man Will Get You If You Don't Watch Out
- 1943 : The Painter and the Pointer
- 1943 : Meatless Tuesday
- 1944 : Greatest Man in Siam
- 1944 : The Barber of Seville
- 1944 : Jungle Jive
- 1944 : Abou Ben Boogie
- 1944 : The Beach Nut
- 1945 : Pied Piper of Basin Street
- 1945 : Chew-Chew Baby
- 1945 : Sliphorn King of Polaroo
- 1945 : Woody Dines Out
- 1945 : Crow Crazy
- 1945 : The Dippy Diplomat
- 1945 : The Loose Nut
- 1946 : Apple Andy
- 1946 : Mousie Come Home
- 1946 : Who's Cookin Who?
- 1946 : Bathing Buddies
- 1946 : Reckless Driver
- 1946 : Fair Weather Fiends
- 1946 : The Wacky Weed
- 1947 : Smoked Hams
- 1947 : The Coo Coo Bird
- 1947 : Overture to William Tell
- 1947 : Woody, the Giant Killer
- 1947 : Well Oiled
- 1947 : Solid Ivory
- 1947 : The Mad Hatter
- 1948 : The Bandmaster
- 1948 : Banquet Busters
- 1948 : Wacky Bye Baby
- 1948 : Wet Blanket Policy
- 1948 : Pixie Picnic
- 1948 : The Playful Pelican
- 1948 : Dog Tax Dodgers
- 1948 : Wild and Woody!
- 1949 : Scrappy Birthday
- 1949 : Drooler's Delight
- 1951 : Puny Express
- 1951 : Sleep Happy
- 1951 : Slingshot 6-7/8
- 1982 : Woody Woodpecker and His Friends (vidéo)

### comme acteur
- 1942 : The Hollywood Matador : Woody Woodpecker (voix)
- 1942 : Ace in the Hole : Woody Woodpecker (voix)
- 1942 : The Loan Stranger : Woody Woodpecker (voix)
- 1943 : The Screwball : Woody Woodpecker (voix)
- 1943 : The Dizzy Acrobat : Woody Woodpecker (voix)
- 1944 : The Barber of Seville : Woody Woodpecker (voix)
- 1944 : The Beach Nut : Woody Woodpecker (voix)
- 1944 : Ski for Two : Woody Woodpecker (voix)
- 1945 : Chew-Chew Baby : Woody Woodpecker (voix)
- 1945 : Woody Dines Out : Woody Woodpecker (voix)
- 1945 : The Dippy Diplomat : Woody Woodpecker (voix)
- 1945 : The Loose Nut : Woody Woodpecker (voix)
- 1946 : Musical Moments from Chopin : Woody Woodpecker (voix)
- 1946 : Who's Cookin Who? : Woody Woodpecker (voix)
- 1946 : Bathing Buddies : Woody Woodpecker (voix)
- 1946 : Reckless Driver : Woody Woodpecker (voix)
- 1946 : Fair Weather Fiends : Woody Woodpecker (voix)
- 1947 : Smoked Hams : Woody Woodpecker (voix)
- 1947 : The Coo Coo Bird : Woody Woodpecker (voix)
- 1947 : Woody, the Giant Killer : Woody Woodpecker (voix)
- 1947 : Well Oiled : Woody Woodpecker (voix)
- 1947 : Solid Ivory : Woody Woodpecker (voix)
- 1947 : The Mad Hatter : Woody Woodpecker (voix)
- 1948 : Banquet Busters : Woody Woodpecker (voix)
- 1948 : Wacky Bye Baby : Woody Woodpecker (voix)
- 1948 : Wet Blanket Policy : Woody Woodpecker (voix)
- 1948 : Wild and Woody! : Woody Woodpecker (voix)
- 1949 : Drooler's Delight : Woody Woodpecker (voix)
- 1957 : Le Woody Woodpecker Show (série TV) : Woody Woodpecker (voix)

### comme réalisateur
- 1934 : Buddy's Adventures
- 1934 : Buddy of the Apes
- 1934 : Rhythm in the Bow
- 1934 : Buddy the Dentist
- 1935 : Buddy's Theatre
- 1935 : Buddy's Pony Express
- 1935 : Buddy of the Legion
- 1935 : Buddy in Africa
- 1938 : Porky's Hare Hunt
- 1938 : Katnip Kollege
- 1938 : Love and Curses
- 1938 : Porky the Gob
- 1938 : Count Me Out
- 1939 : It's an Ill Wind
- 1939 : Gold Rush Daze
- 1939 : Bars and Stripes Forever
- 1939 : Porky and Teabiscuit
- 1939 : Hobo Gadget Band
- 1939 : Hare-um Scare-um
- 1939 : Sioux Me
- 1939 : Porky the Giant Killer
- 1939 : Fagin's Freshman
- 1940 : Busy Bakers
- 1943 : Egg Cracker Suite
- 1951 : Sleep Happy